# Черних Дмитро Олександрович
Дмитро Олександрович Черних (рос. Дмитрий Александрович Черных; 27 лютого 1985, м. Воскресенськ, СРСР) — російський хокеїст, правий нападник. Виступає за «Спартак» (Москва) у Континентальній хокейній лізі.
Син хокеїста Олександра Черних.
Вихованець хокейної школи «Хімік» (Воскресенськ). Виступав за «Хімік» (Воскресенськ), ЦСКА (Москва), «Мечел» (Челябінськ), «Южний Урал» (Орськ), «Хімік-СКА» (Новополоцьк), «Дейтон Бомберс» (ECHL), «Нафтохімік» (Нижньокамськ), ХК «Рязань», «Газовик» (Тюмень), «Лада» (Тольятті), «Крила Рад» (Москва), «Нафтовик» (Альметьєвськ), «Металург» (Новокузнецьк), «Салават Юлаєв» (Уфа), «Торос» (Нефтекамськ).
У складі юніорської збірної Росії учасник чемпіонату світу 2003.